# 348511 Žemaitė
348511 Žemaitė è un asteroide della fascia principale. Scoperto nel 2005, presenta un'orbita caratterizzata da un semiasse maggiore pari a 2,2322901 au e da un'eccentricità di 0,1156589, inclinata di 3,86136° rispetto all'eclittica.